# Nationaal park Stelvio
Het nationaal park Stelvio (Italiaans: Parco nazionale dello Stelvio, Duits: Nationalpark Stilfser Joch) is een van de oudste en grootste nationale parken van Europa. Het sluit aan bij het Zwitsers Nationaal Park en het zuidoostelijker gelegen natuurpark Adamello-Brenta, samen vormen deze parken ruim 400.000 hectare beschermd gebied. Centrum van het park is de Monte Cevedale (3757 meter) op de grens van de provincies Sondrio, Trente en Zuid-Tirol. Met 3905 meter is de Ortler de hoogste berg van het gebied. Tot de Eerste Wereldoorlog behoorde deze top toe aan Oostenrijk.
Het park is geliefd bij bergwandelaars vanwege de ongerepte natuur en het grote aantal gemarkeerde wandelingen (totaal 1000 kilometer). Het gebergte is voorzien van een flink aantal berghutten. Aan de rand van het Stelviopark liggen een aantal wintersportplaatsen waarvan Bormio en het belastingvrije Livigno de belangrijkste zijn.
Met behulp van een aantal bergpassen kan men vrij gemakkelijk tot diep in het bergland doordringen. Twee passen behoren tot de hoogste van Europa: de Stelviopas en Gaviapas overschrijden ruimschoots de 2500 metergrens.

## Fauna
In het park komt een grote variatie dieren voor, dit is mede te danken aan het enorme hoogteverschil van ruim 3000 meter binnen de parkgrenzen. Enkele voorkomende dieren zijn gems, steenbok, vos, alpenmarmot, hermelijn, haas, eekhoorn, steenarend en ree.

## Bergdalen
Het territorium van het park strekt zich uit over een groot aantal bergdalen. De belangrijkste zijn Valtellina, Valfurva, Val dei Forni, Valdidentro, Val Solda, Val Trafoi, Val Venosta, Val Martello, Val di Peio en Val di Rabbi.

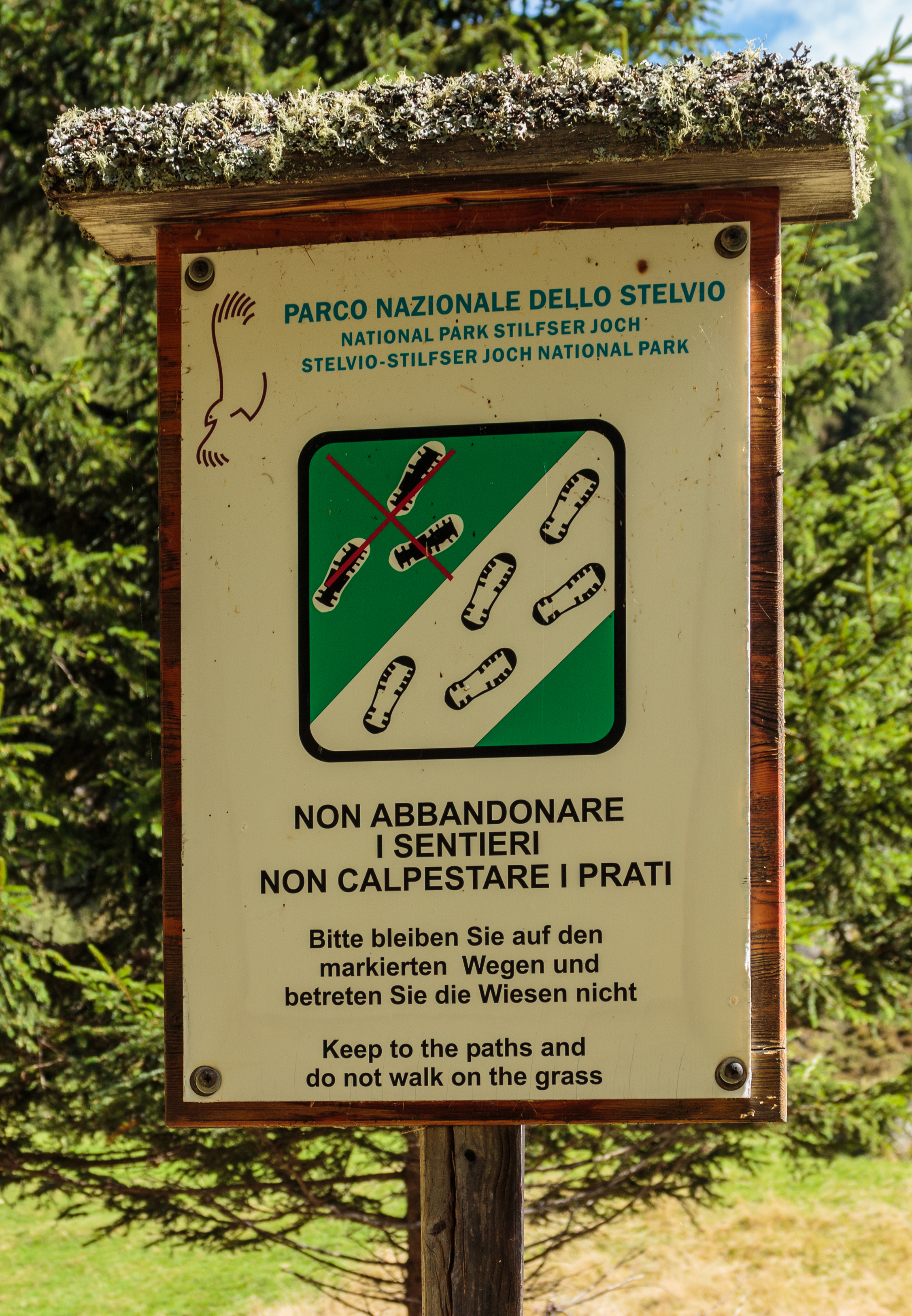
Informatiebord
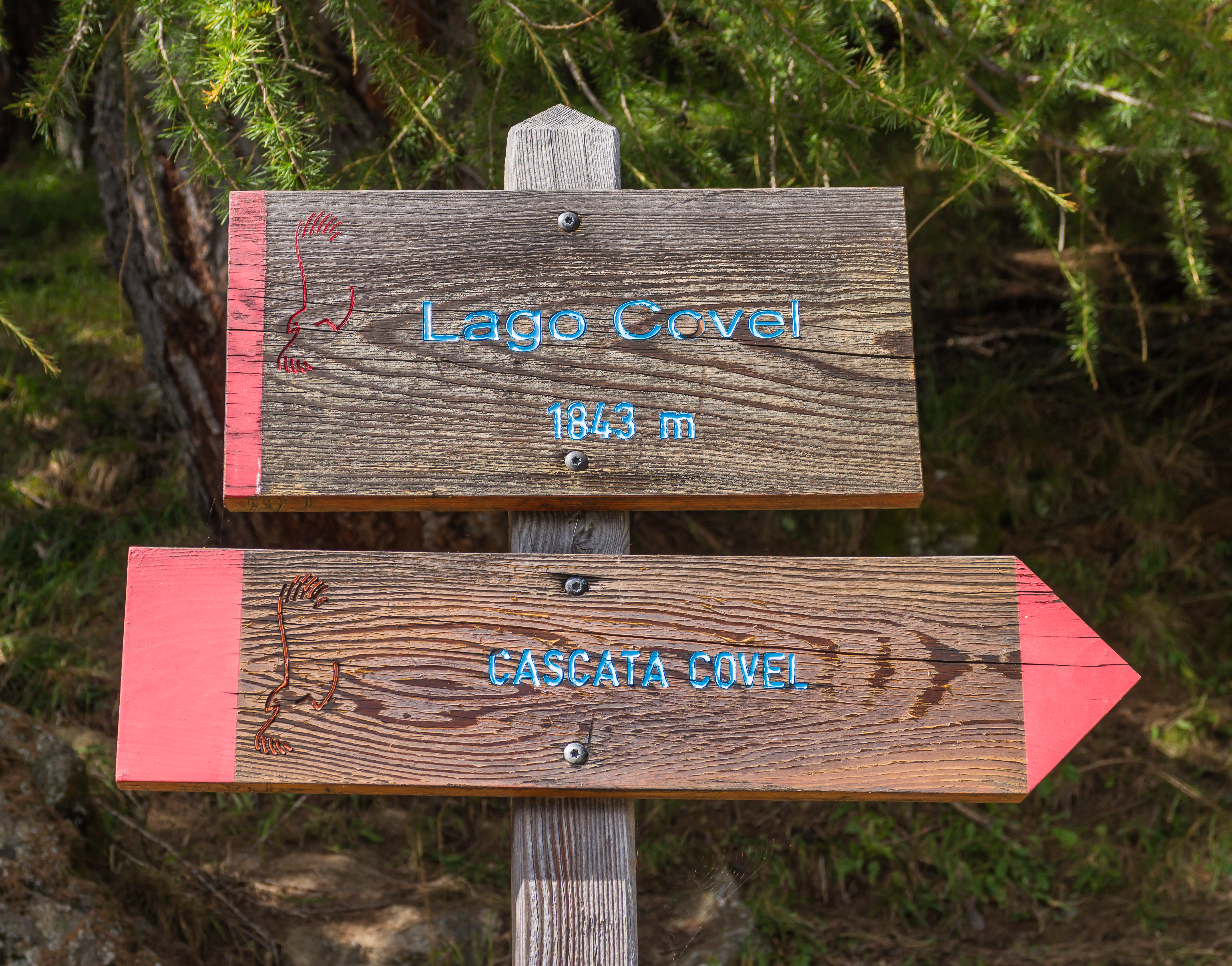
Informatiebord aan het Lago Covel
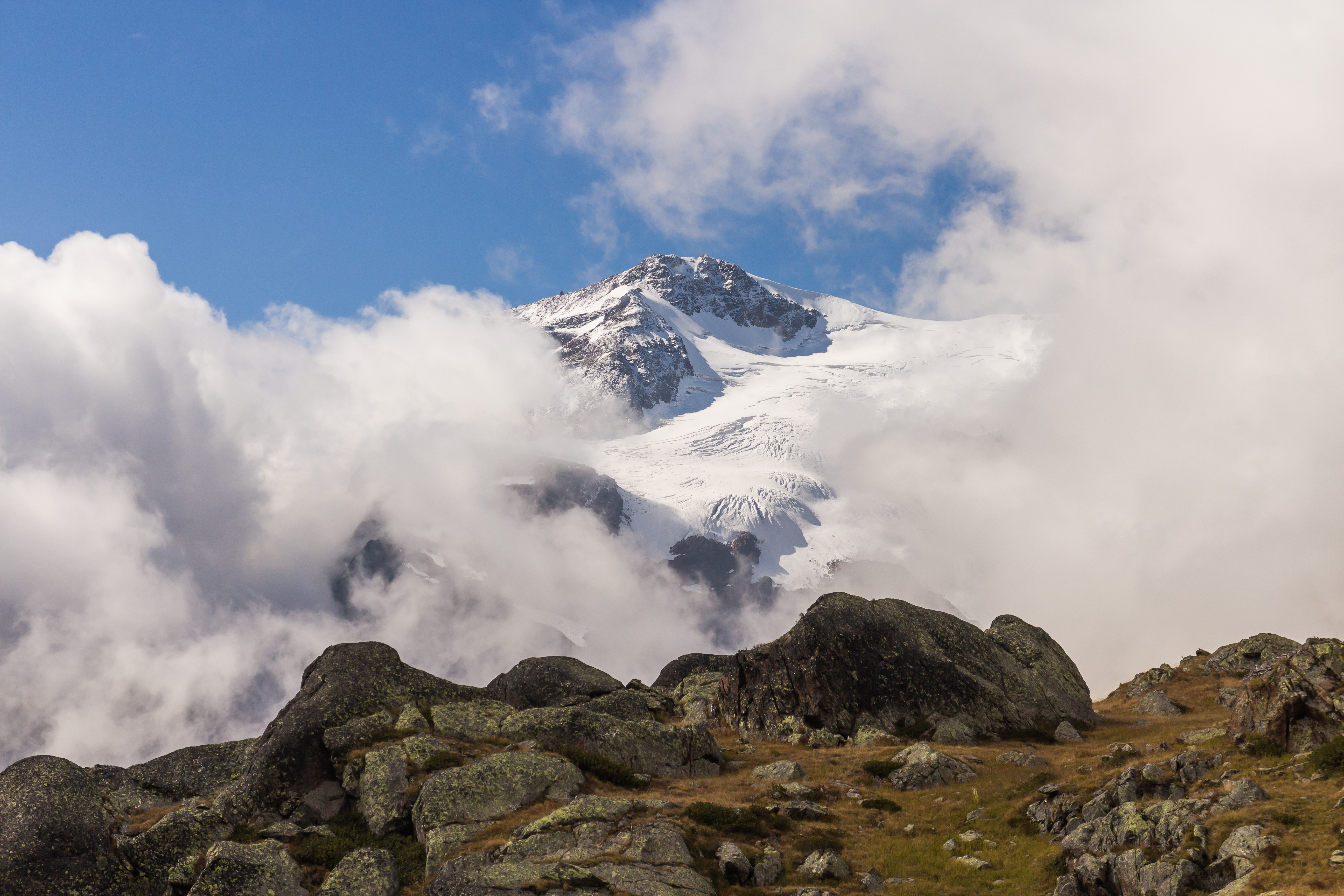
Uitzicht op Monte Cevedale
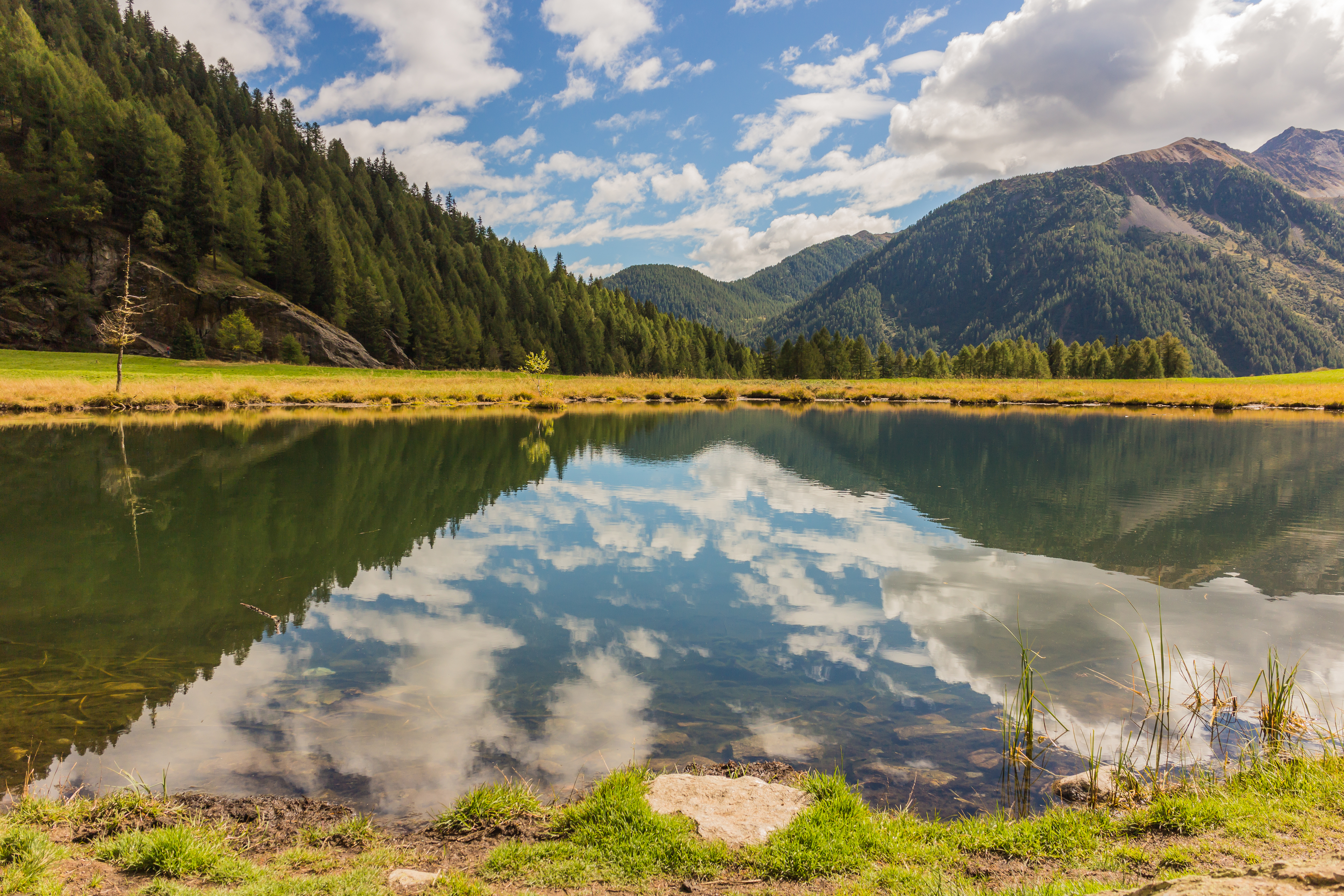
Lago Covel